# Юдомо-Майска планинска земя
Ю̀домо-Ма̀йската планинска земя (на руски: Юдомо-Майское нагорье) е планинска земя в Източен Сибир, разположена в източната част на Якутия и в крайната северна част на Хабаровски край в Русия.
Простира се в горния басейн на река Мая (десен приток на Алдав) и в басейна на десния ѝ приток Юдома. На запад граничи с хребетите Скалисти и Сете-Дабан (югоизточни разклонения на Верхоянската планинска система), на север с мощния хребет Сунтар-Хаята, на изток достига до долината на река Охота (влива се в Охотско море), а на юг се свързва със северните части на хребета Джугджур. Надморската и височина плавно се повишава от юг (800 – 1200 m) на север (2274 m, 62°02′56″ с. ш. 141°21′08″ и. д. / 62.048889° с. ш. 141.352222° и. д.), разположена между горните течения на реките Юдома и Охота в Хабаровски край. Изградена е основно от пясъчници и глинести шисти. От нея водят началото си река Мая и множество нейни леви и десни притоци, леви и десни притоци на Юдома, река Урак (влива се в Охотско море) и няколко десни притока на Охота. Склоновете ѝ на височина до 1200 m са обрасли с лиственична тайга, а нагоре следват петна от кедров клес и планинска тундра.
Откриването, оконтуряването и топографското заснемане на Юдомо-Майската планинска земя е извършено през 1934 г. от руския геолог Юрий Билибин.